# Room Service Tour
Room Service Tour var en Europaturné gjord av den svenska popduon Roxette under perioden 28 september-17 november 2001. Konserten i Madrid den 25 oktober skulle ha anordnats i Palacia de los Deportes, men flyttades till La Riviera då Palacia de los Deportes förstörts i en brand den 28 juni samma år.

## Deltagare
- Marie Fredriksson - sång
- Per Gessle - sång och gitarr
- Clarence Öfwerman - keyboards
- Christoffer Lundquist - bas & sång
- Jonas Isacsson - gitarr
- Mats Persson - slagverk och sång
- Pelle Alsing - trummor

## Konserter
- 28 september 2001 - Olympiahalle, München, Bayern, Tyskland
- 29 september 2001 - Preussag Arena, Hannover, Niedersachsen, Tyskland
- 30 september 2001 - Maimarkthalle, Mannheim, Baden-Württemberg, Tyskland
- 1 oktober 2001 - Schleyerhalle, Stuttgart, Baden-Württemberg, Tyskland
- 2 oktober 2001 - Arena, Oberhausen, Nordrhein-Westfalen, Tyskland
- 3 oktober 2001 - Sport & Kongresshalle, Schwerin, Mecklenburg-Vorpommern, Tyskland
- 5 oktober 2001 - Ostseehalle, Kiel, Schleswig-Holstein, Tyskland
- 6 oktober 2001 - Messehalle 7, Leipzig, Sachsen, Tyskland
- 7 oktober 2001 - Arena, Berlin, Tyskland
- 9 oktober 2001 - Paagas Arena, Prag, Tjeckien
- 21 oktober 2001 - Stadthalle, Freiburg[förtydliga], Tyskland
- 22 oktober 2001 - Forrest National, Bryssel, Belgien
- 24 oktober 2001 - Palau San Jordi, Barcelona, Spanien
- 25 oktober 2001 - La Riviera, Madrid, Spanien
- 28 oktober 2001 - Westfalenhallen, Dortmund, Nordrhein-Westfalen, Tyskland
- 30 oktober 2001 - Festhalle, Frankfurt, Tyskland, Tyskland
- 31 oktober 2001 - Hallenstadion, Zürich, Zürich Schweiz
- 1 november 2001 - Olympiahalle, Innsbruck, Tyrolen, Österrike
- 2 november 2001 - Wiener Stadthalle, Wien, Wien, Österrike
- 7 november 2001 - Olimpijskij, Moskva, Ryssland
- 9 november 2001 - New Ice Palace, Sankt Petersburg, Ryssland
- 10 november 2001 - Saku Suurhall, Tallinn, Estland
- 12 november 2001 - Hartwall Areena, Helsingfors, Finland
- 14 november 2001 - Löfbergs Lila Arena, Karlstad, Sverige
- 16 november 2001 - Globen, Stockholm, Sverige
- 17 november 2001 - Scandinavium, Göteborg, Sverige

Inställda
- 28 december 2001 - Belville Velodrom, Kapstaden, Sydafrika
- 30 december 2001 - Superbowl, Sun City, Sydafrika
- 31 december 2001 - Superbowl, Sun City, Sydafrika